# クインテッセンス (宇宙論)
物理学におけるクインテッセンス（英: Quintessence）とは、観測されている膨張する宇宙の加速がどの程度を説明するために仮定されたダークエネルギーの一形式。1998年に、物理学者たちによって重力、電磁気力、弱い力、強い力以外の基本的な第5の力として提案された。クインテッセンスは、時間の経過に関係なく一定である宇宙定数とは異なり、それ自身がダイナミックであり時間の経過とともに変化する。
クインテッセンスは、運動エネルギーとポテンシャルエネルギーの比によって求心的に働いたり（＝引力）、反発的に働いたり（＝斥力）することができるとされる。具体的には、クインテッセンスはおよそ10億年前（宇宙の年齢はおよそ138億年である）に反発的になり、その結果宇宙の膨張が加速したと考えられている。

## スカラー場
クインテッセンスは wq の状態方程式を持ったスカラー場であり、この圧力 pq と密度 {\displaystyle \rho }q の比はポテンシャルエネルギー {\displaystyle V(Q)} と運動エネルギーの項によって下記のように表される；
{\displaystyle w_{q}=p_{q}/\rho _{q}={\frac {{\frac {1}{2}}{\dot {Q}}^{2}-V(Q)}{{\frac {1}{2}}{\dot {Q}}^{2}+V(Q)}}}
すなわち、クインテッセンスは一般には密度をもつため、wq は時間の関数となり動的である。対して、宇宙定数は エネルギー密度は固定され、wq = −1 となり静的である。

## ”トラッカー”の挙動
クインテッセンスのモデルの多くがトラッカーと呼ばれる振る舞いをする。ポール・スタインハート et al.(1999年)は、これにより宇宙定数問題を部分的に説明した。
これらのモデルでは、クインテッセンス場の密度は、物質と放射が等しくなる放射密度（あるいはそれ以下）まで近づいていく。すると、今度はこれをトリガーとしてダークエネルギーのような特徴を持ち始め、ついにはこれが宇宙での主要な特徴となる。当然ながらこれはダークエネルギーのスケールを小さくする。
宇宙論的データで”トラッカー”の方法が予測する宇宙の拡大率を比較すると、”トラッカー”が状態方程式の振る舞いを適切に説明するには4つのパラメータが必要というのが大きな特徴となる。。
ところが、最大でも2値でよいモデルが近い将来（2015年初めから2020年ころまで）に得られるデータによって最適とされるだろうということが示されている。

## 具体的なモデル
ある特別な場合、wq < −1 ではクインテッセンスはファントムエネルギーを表す。
ここで、”k-エッセンス”（運動エネルギー的クインテッセンスを略したもの）という運動エネルギーの非標準な形を考えると、これが存在する場合はダークエネルギーのエネルギー密度が大きくなっていくために宇宙がビッグリップを起こす要因となる。それは宇宙の膨張率が指数関数以上に高速に増大していくからである。

## 用語
この宇宙論用語は古代ギリシャにおける古典的な要素分類に因んでいる。当時、”純粋な”第5の物質（羅: quinta essentia、”クインタ・エッセンシア”)”であるエーテルが、地球の向こうのはるか宇宙を満たしていると考えた。これと類似させて、現代の”クインテッセンス”は全宇宙に含まれるすべての物質とエネルギーを表すための5番目に知られたものである。（現代解釈における他の4つは、古代の思想とは異なっている。）

## 参照
1. ↑  Christopher Wanjek; "Quintessence, accelerating the Universe?" ;http://www.astronomytoday.com/cosmology/quintessence.html
2. ↑  Zlatev, I.; Wang, L.; Steinhardt, P. (1999). “Quintessence, Cosmic Coincidence, and the Cosmological Constant”. Physical Review Letters 82 (5):  896–899. arXiv:astro-ph/9807002. Bibcode: 1999PhRvL..82..896Z. doi:10.1103/PhysRevLett.82.896.
3. ↑  Steinhardt, P.; Wang, L.; Zlatev, I. (1999). “Cosmological tracking solutions”. Physical Review D 59 (12):  123504. arXiv:astro-ph/9812313. Bibcode: 1999PhRvD..59l3504S. doi:10.1103/PhysRevD.59.123504.
4. ↑  Linden, Sebastian; Virey, Jean-Marc (2008). “Test of the Chevallier-Polarski-Linder parametrization for rapid dark energy equation of state transitions”. Physical Review D 78 (2):  023526. arXiv:0804.0389. Bibcode: 2008PhRvD..78b3526L. doi:10.1103/PhysRevD.78.023526.
5. ↑  Ferramacho, L.; Blanchard, A.; Zolnierowsky, Y.; Riazuelo, A. (2010). “Constraints on dark energy evolution”. A&A 514:  A20. arXiv:0909.1703. Bibcode: 2010A&A...514A..20F. doi:10.1051/0004-6361/200913271.
6. ↑  Linder, Eric V.; Huterer, Dragan (2005). “How many cosmological parameters”. Physical Review D 72 (4):  043509. arXiv:astro-ph/0505330. Bibcode: 2005PhRvD..72d3509L. doi:10.1103/PhysRevD.72.043509.
7. ↑  Caldwell, R. R. (2002). “A phantom menace? Cosmological consequences of a dark energy component with super-negative equation of state”. Physics Letters B 545 (1-2):  23–29. arXiv:astro-ph/9908168. Bibcode: 2002PhLB..545...23C. doi:10.1016/S0370-2693(02)02589-3.

### もっと読むには
- Ostriker JP, Steinhardt P (January 2001). “The Quintessential Universe”. Scientific American 284 (1):  46–53. doi:10.1038/scientificamerican0101-46.